# Lazy Jones
Lazy Jones – komputerowa gra zręcznościowa stworzona przez Davida Whittakera, a wydana przez Terminal Software w 1984 roku na komputery Commodore 64, ZX Spectrum i MSX.

## Rozgrywka
W Lazy Jones gracz steruje tytułowym leniwym pracownikiem personelu sprzątającego, który porusza się po trzypiętrowym hotelu. Zadaniem gracza jest unikanie menadżera hotelu, wózka oraz ducha poprzedniego menadżera. Gracz w celu uniknięcia straty życia może nad nimi przeskakiwać, przemieszczać się między piętrami przy pomocy windy lub chować się w pokojach. W grze jest 18 takich pokoi. W piętnastu z nich znajdują się komputery, na których można zagrać w jedną z 15 minigier w stylu arcade. Są to zmodyfikowane wersje takich tytułów jak: Space Invaders, Breakout, Frogger, czy Pong. Każda minigra ma określony czas przeznaczony na grę – po tym, jak się skończy lub też w przypadku utraty życia w minigrze, bohater opuszcza pokój i nie może do niego ponownie wejść. Po zaliczeniu wszystkich pokoi gracz zaczyna od początku ze zwiększonym poziomem trudności – wzrasta tempo. Celem gry jest zdobywanie punktów w minigrach, które sumują się na łączny wynik gracza.

## Muzyka
Ścieżka dźwiękowa gry zawiera fragmenty takich utworów jak „99 Luftballons” niemieckiej wokalistki Neny, „Fade to Gray” zespołu Visage, czy „Living on the Ceiling” grupy Blancmange.
Prawa do muzyki z jednej z minigier pt. Star Dust zostały odkupione od Davida Whittakera przez Floriana Senftera z Zombie Nation za niewiadomą kwotę i wykorzystane jako główny motyw utworu „Kernkraft 400”. Singel zdobył wysokie miejsca na listach przebojów m.in. na brytyjskim Singles Top 100 w 2000 roku, gdzie dotarł do 2. miejsca. Jest też jednym z najbardziej rozpoznawalnych przedstawicieli muzyki techno/elektronicznej i grany jest m.in. na stadionach podczas imprez sportowych.
Temat przewodni gry był też inspiracją do stworzenia utworu „Lazy Lace”, który był początkiem kariery szwedzkiego DJ-a Avicii.

## Odbiór gry
Recenzent „Commodore Horizons” stwierdził w 1984 roku, że gra ma bardzo dobry stosunek ceny do jakości i jest jedną z najoryginalniejszych, jakie widział do tej pory. Miesięcznik „Personal Computer Games” przyznał grze wyróżnienie PCG HIT. W uzasadnieniu Richard Patey napisał, iż gra jest ożywczo zabawna, efekty dźwiękowe są interesujące, a małoekranowa grafika w trakcie rozgrywania minigier jest piękna.